# Randy Santiago
Randy Gerard Legaspi Santiago (26 de noviembre de 1960, Manila), más conocido simplemente como Randy Santiago, es un actor, cantante pop, compositor, productor, director y empresario filipino nacido en Manila. Se le conoce también como "Mr. Shades" y "Private Eyes", debido a su estilo de usar gafas oscuras, a causa de una enfermedad de los ojos. Él es hermano de Raymart Santiago, Rowell Santiago y Reily Pablo L. Santiago Jr. 
Como actor, Santiago ha actuado en películas como "Paikot-Ikot", lanzado en 1990, "Pera o bayong (not da TV)" (2000), en la que interpretó a Tiburcio, en "Taray at Teroy" (1988). Como productor de cine, ha producido películas como "JR", lanzado en 1983, y "Daniel Bartolo ng Sapang Bato" (1982).

## Filmografía

### Televisión
| Año           | Título                                       | Personaje                                    | Canal       |
| 2021-presente | Sing Galing                                  | Host                                         | TV5         |
| 2018-2021     | It's Showtime                                | Himself/Tawag ng Tanghalan (season 3) Hurado | ABS-CBN     |
| 2010          | Diva (Philippine TV series)                  | George del Rosario                           | GMA Network |
| 2010          | Pinoy Records Presents: Pinoy Extreme Talent | Guest Judge                                  | GMA Network |
| 2009          | Are You The Next Big Star                    | Judge                                        | GMA Network |
| 2009          | Talentadong Pinoy                            | Guest Judge                                  | TV5         |
| 2008          | Sharon                                       | as Himself                                   | ABS-CBN     |
| 2004-2005     | Star Circle Quest                            | Judge                                        | ABS-CBN     |
| 1998-2005     | Magandang Tanghali Bayan                     | Host                                         | ABS-CBN     |
| 1995-1998     | 'Sang Linggo nAPO Sila                       | Himself                                      | ABS-CBN     |
| 1993-1995     | SST: Salo Salo Together                      | Host                                         | GMA Network |
| 1989-1992     | Four da Boys                                 | ?                                            | IBC-13      |
| 1986-1993     | Lunch Date                                   | Host                                         | GMA Network |
| 1987-1988     | Shades                                       | Himself                                      | IBC-13      |
| 1986          | The Sharon Cuneta Show                       | Himself                                      | ABS-CBN     |

### Televisión (como director)
| Año  | Título     | Estrellas                                | Canal   |
| 2009 | Parekoy    | Zanjoe Marudo, John Prats, Jayson Gainza | ABS-CBN |
| 2006 | Aalog-Alog | Keanna Reeves, Pokwang                   | ABS-CBN |